# Santa Maria la Mayor

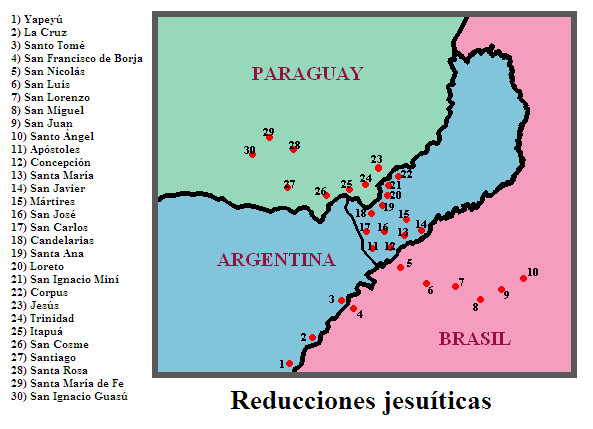
Le più importanti missioni della regione di Misiones, con gli odierni confini politici

La Reducción de Santa María la Mayor è una delle molte missioni fondate nel corso del XVII secolo dalla Compagnia di Gesù nelle Americhe durante il periodo della colonizzazione europea.
Le rovine della missione di Santa Maria Mayor si trovano nella provincia argentina di Misiones; essa venne fondata nel 1626 e nel 1744 contava 944 abitanti. Venne abbandonata nel 1767 in seguito all'espulsione dei Gesuiti dalle colonie spagnole. Da quel momento la vegetazione ha ripreso possesso del terreno che le venne strappato per la fondazione della città.
Le missioni di Santa Maria la Mayor, Santa Ana, San Ignacio Minì e Nuestra Señora de Loreto, insieme a quella di São Miguel das Missões in Brasile, sono state dichiarate Patrimonio dell'umanità dall'UNESCO.